# Danh sách cầu thủ tham dự Cúp bóng đá Trung Mỹ 1991
Đây là danh sách các đội hình tham dự Cúp bóng đá Trung Mỹ 1991 ở San José, Costa Rica, từ 26 tháng 5 đến 2 tháng 6 năm 1991.

## Costa Rica
Huấn luyện viên:: Rolando Villalobos
| Số | Vt | Cầu thủ            | Ngày sinh (tuổi) | Số trận | Câu lạc bộ |
| -- | -- | ------------------ | ---------------- | ------- | ---------- |
|    | TM | Hermidio Barrantes |                  |         |            |
|    | TM | Pedro Cubillo      |                  |         |            |
|    | TM | José Alexis Rojas  |                  |         |            |
|    | HV | Vladimir Quesada   |                  |         |            |
|    | HV | Róger Flores       |                  |         |            |
|    | HV | Mauricio Montero   |                  |         |            |
|    | HV | Héctor Marchena    |                  |         |            |
|    | HV | Edwin Salazar      |                  |         |            |
|    | HV | Floyd Guthrie      |                  |         |            |
|    | TV | Luis Diego Arnáez  |                  |         |            |
|    | TV | Róger Gómez        |                  |         |            |
|    | TV | Roy Myers          |                  |         |            |
|    | TV | Oscar Ramírez      |                  |         |            |
|    | TV | Carlos Velásquez   |                  |         |            |
|    | TV | Eusebio Montero    |                  |         |            |
|    | TĐ | Claudio Jara       |                  |         |            |
|    | TĐ | Leonidas Flores    |                  |         |            |
|    | TĐ | Javier Wanchope    |                  |         |            |
|    | TĐ | Norman Pin Gómez   |                  |         |            |
|    | TĐ | Gúnther Mayorga    |                  |         |            |

## Guatemala
Huấn luyện viên:  Haroldo Cordón
| Số | Vt | Cầu thủ                     | Ngày sinh (tuổi)            | Số trận | Câu lạc bộ          |
| -- | -- | --------------------------- | --------------------------- | ------- | ------------------- |
|    | TM | Julio César Englenton Chuga |                             |         | Guatemala           |
|    | TM | Jorge Marotta               |                             |         | Guatemala           |
|    | HV | Eduardo Acevedo             | 8 tháng 6, 1964 (26 tuổi)   | 0       | CSD Comunicaciones  |
|    | HV | Iván León                   | 3 tháng 3, 1967 (24 tuổi)   | 3       | CSD Comunicaciones  |
|    | HV | Rocael Mazariegos           | 8 tháng 1, 1966 (25 tuổi)   |         | Guatemala           |
|    | HV | Erick Miranda               | 17 tháng 12, 1971 (19 tuổi) | 0       | Deportivo Amatitlán |
|    | HV | René Villavicencio          | 26 tháng 10, 1968 (22 tuổi) | 0       | Guatemala           |
|    | TV | Leonel Contreras            |                             |         | Guatemala           |
|    | TV | Luis Alfonso Espel          | 8 tháng 7, 1964 (26 tuổi)   |         | Guatemala           |
|    | TV | Ronald Remis                |                             |         | Guatemala           |
|    | TV | Jorge Rodas                 | 9 tháng 10, 1971 (19 tuổi)  |         | CSD Municipal       |
|    | TV | Juan Antonio Torres         | 21 tháng 7, 1968 (22 tuổi)  |         | Guatemala           |
|    | TV | Edgar Valencia              | 31 tháng 3, 1971 (20 tuổi)  | 0       | Deportivo Galcasa   |
|    | TV | Jorge Aníbal Vargas         |                             |         | Guatemala           |
|    | TĐ | Roderico Méndez             |                             |         | Aurora FC           |
|    | TĐ | Julio Rodas                 | 9 tháng 12, 1966 (24 tuổi)  |         | CSD Municipal       |
|    | TĐ | Edwin Westphal              | 4 tháng 3, 1966 (25 tuổi)   |         | Izabal JC           |

## Honduras
Huấn luyện viên:: Flavio Ortega
| Số | Vt | Cầu thủ           | Ngày sinh (tuổi)            | Số trận | Câu lạc bộ    |
| -- | -- | ----------------- | --------------------------- | ------- | ------------- |
|    | TM | Wilmer Cruz       | 18 tháng 12, 1965 (25 tuổi) |         | Real España   |
|    | TM | Belarmino Rivera  | 5 tháng 2, 1956 (35 tuổi)   |         | Olimpia       |
|    | HV | Daniel Zapata     |                             |         |               |
|    | HV | Gilberto Yearwood | 15 tháng 3, 1956 (35 tuổi)  |         | Olimpia       |
|    | HV | Danilo Galindo    | 4 tháng 3, 1963 (28 tuổi)   |         | Olimpia       |
|    | HV | Juan Castro       |                             |         |               |
|    | HV | Marco Anariba     | 18 tháng 2, 1968 (23 tuổi)  |         | Real España   |
|    | HV | Pastor Martínez   |                             |         |               |
|    | TV | Mauricio Fúnez    | 10 tháng 3, 1959 (32 tuổi)  |         | Real España   |
|    | TV | Luis Cálix        | 30 tháng 8, 1965 (25 tuổi)  |         | Santos Laguna |
|    | TV | Juan Espinoza     | 24 tháng 8, 1958 (32 tuổi)  |         | Olimpia       |
|    | TV | Gilberto MaTchado | 23 tháng 3, 1962 (29 tuổi)  |         | Marathón      |
|    | TV | Camilo Bonilla    | 30 tháng 9, 1971 (19 tuổi)  |         | Real España   |
|    | TV | José Aguirre      |                             |         |               |
|    | TV | Nahamán González  | 23 tháng 6, 1967 (23 tuổi)  |         | Real España   |
|    | TĐ | Nicolás Suazo     | 9 tháng 1, 1965 (26 tuổi)   |         | Marathón      |
|    | TĐ | Ciro Castillo     | 7 tháng 9, 1965 (25 tuổi)   |         | Marathón      |
|    | TĐ | Luis Vallejo      |                             |         |               |
|    | TĐ | César Obando      | 26 tháng 10, 1969 (21 tuổi) |         | Motagua       |

## El Salvador
Huấn luyện viên:  Oscar Benitez 

| Số | Vt | Cầu thủ                  | Ngày sinh (tuổi)            | Số trận | Câu lạc bộ            |
| -- | -- | ------------------------ | --------------------------- | ------- | --------------------- |
|    | TM | Misael Alfaro            | 8 tháng 1, 1971 (20 tuổi)   | 0       | Alianza F.C.          |
|    | HV | Sergio Valencia          | 22 tháng 3, 1970 (21 tuổi)  | 0       |                       |
|    | HV | Ernesto Valle            |                             |         |                       |
|    | HV | Jorge Rodríguez          | 20 tháng 5, 1971 (20 tuổi)  | 0       | A.D. Isidro Metapán   |
|    | HV | William Osorio           | 13 tháng 4, 1971 (20 tuổi)  | 0       | C.D. FAS              |
|    | HV | Jaime Murillo            |                             |         |                       |
|    | HV | Fredy Orellana           | 10 tháng 5, 1959 (32 tuổi)  |         |                       |
|    | HV | Amílcar González         |                             |         |                       |
|    | HV | Francisco Sandoval       |                             |         |                       |
|    | HV | Mario Mayén Meza         | 19 tháng 5, 1968 (23 tuổi)  |         | Alianza F.C.          |
|    | TV | Luis Óscar Lazo          | 10 tháng 4, 1972 (19 tuổi)  | 0       |                       |
|    | TV | Efraín Alas              |                             |         |                       |
|    | TV | Guillermo Rivera         | 25 tháng 11, 1969 (21 tuổi) |         | C.D. FAS              |
|    | TV | Sergio Álvarez           |                             |         |                       |
|    | TV | Salvador Salazar         |                             |         |                       |
|    | TV | Salomón Campos           |                             |         |                       |
|    | TĐ | Baltazar Mirón           |                             |         |                       |
|    | TĐ | William Renderos Iraheta | 3 tháng 10, 1971 (19 tuổi)  | 0       |                       |
|    | TĐ | Raúl Díaz Arce           | 1 tháng 2, 1970 (21 tuổi)   | 0       | C.D. Luis Ángel Firpo |
|    | TĐ | Joaquín Canales          | 11 tháng 4, 1963 (28 tuổi)  |         |                       |
|    | TĐ | Óscar Antonio Ulloa      | 16 tháng 9, 1963 (27 tuổi)  |         |                       |
|    |    | Douglas Jiménez          |                             |         |                       |